# JOELib
JOELib è un software libero, un sistema esperto chimico usato principalmente per convertire il formato di file chimici. Data la sua forte relazione con l'informatica, questo programma appartiene più alla categoria della chemioinformatica che della modellistica molecolare. È disponibile per Windows, Unix e altri sistemi che supportano Java. JOELib e OpenBabel derivano dalla libreria di chemioinformatica OELib.
Il logo del progetto è rappresentato proprio dalla parola JOELib nel sistema di scrittura Tengwar di Tolkien.

## Caratteristiche principali
- Sistema esperto chimico
- Query e ricerca di substrutture (basate su SMARTS, una estensione di SMILES)
- Rivelazione della cricca
- QSAR
  - Data mining per molecole
- Calcolo dei descrittori molecolari
- Formato di file chimici
  - MDL Molfile/SD
  - SMILES
  - GAUSSIAN
  - Chemical Markup Language
  - MOPAC